# جمباز الهوائيات

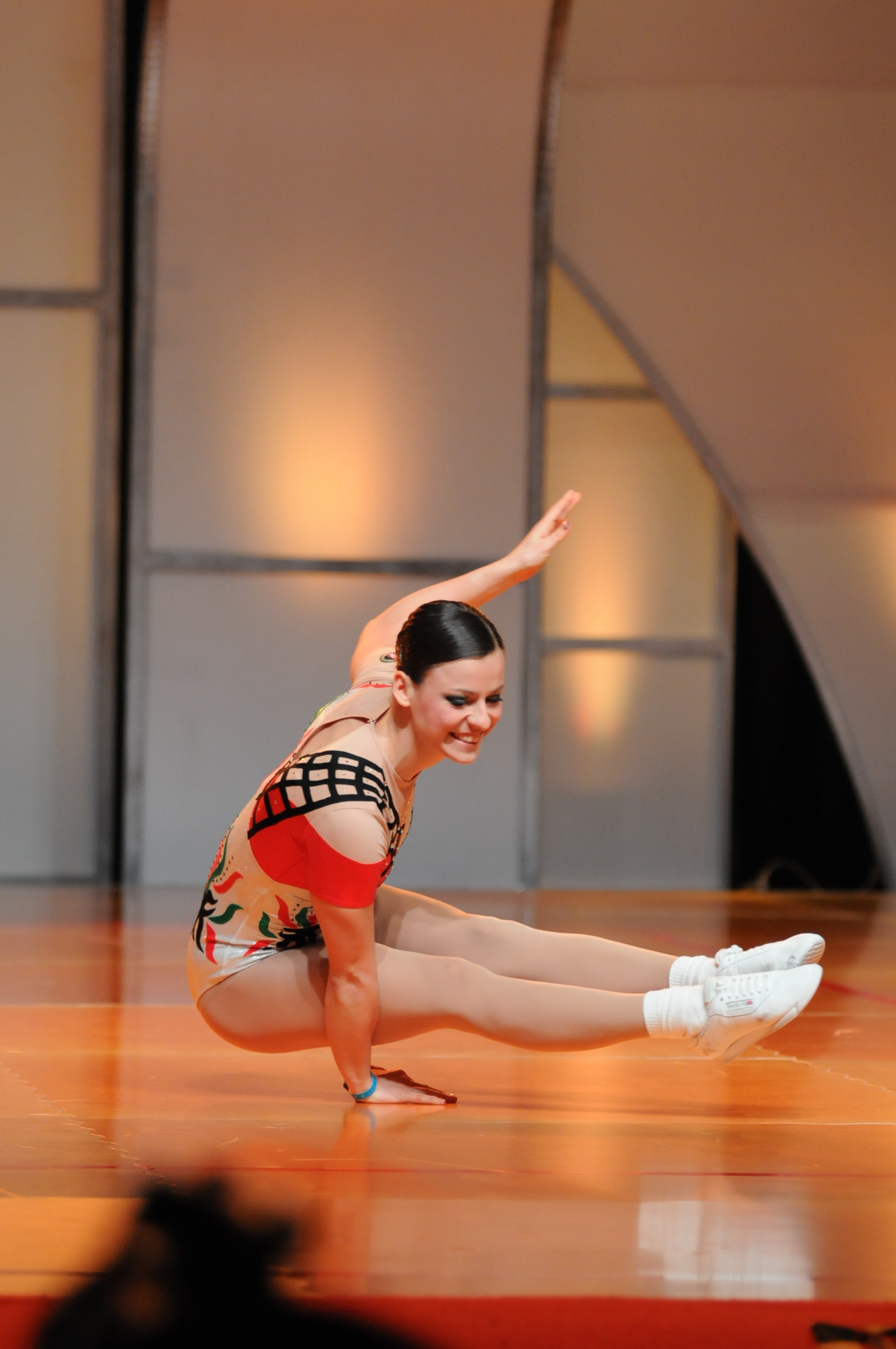
الجمباز العرابي

جمباز الهوائيات هو نوع من الجمباز يتضمن أداء التمارين بقوة طبيعية وخفة حركة وتنسيق، حيث يتحرك الجسم بكل مرونة وخفة، ويقو اللاعب بأداء هذه الحركات ببطء وتركيز. والمقصود القدرة على تكوين حركة خفيفة مستمرة مع الموسيقى، بحيث يتمتع اللاعب بإبداع كامل ومثالي للتعبير عن الموسيقى بالحركات التي تعمل أو تنفذ خلال فترة زمنية واحدة، على سبيل المثال إلغاء حركة اليدين مع لف الجسم بحركة واحدة أو بقفزة واحدة، ومن المفترض أن يتحرك الجسم بأكمله مع الموسيقى وتتناسب حركة السيقان والجسم معها، ويحتاج اللاعب لهذا النوع من الجمباز حركة منسقة وجيدة، ومرونة عالية للجسم.
تكون منطقة الأداء 7×7م، ويتضمن الأداء العناصر التالية:
القوة الدينامية، القوة الساكنة للقفزات، قفزات دينامية، ميزان ومرونة.
ويجب أن يؤدى التمرين مع الموسيقى، وهناك تمارين إلزامية مثل: ركلة الساق العالية والمتتالية.